# Ronde van Piemonte 1912
De zesde editie van de Ronde van Piemonte (ook wel bekend als Gran Piemonte) werd verreden op 28 april 1912. 
De wedstrijd werd gewonnen door Costantino Costa.

## Uitslag
| Plaats  | Naam                | tijd      |
| ------- | ------------------- | --------- |
| Winnaar | Costantino Costa    | 9u48'00"  |
| 2       | Francesco Innocenti | + 2'00"   |
| 3       | Pasquale Busso      | + 37'00"  |
| 4       | Agostino Sacchi     | + 43'00"  |
| 5       | G. Cambiano         | + 48'00"  |
| 6       | Umberto Gaiù        | + 57'00"  |
| 7       | Bartolomeo Doglioli | + 1u01'00 |
| 8       | Alfredo Lombardi    | + 1u07'00 |
| 9       | Alessandro Borsano  | + 1u12'00 |
| 10      | A. Mazelli          | + 1u17'00 |

1906 · 1907 · 1908 · 1909 · 1910 · 1911 · 1912 · 1913 · 1914 · 1915 · 1916 · 1917 · 1918 · 1919 · 1920 · 1921 · 1922 · 1923 · 1924 · 1925 · 1926 · 1927 · 1928 · 1929 · 1930 · 1931 · 1932 · 1933 · 1934 · 1935 · 1936 · 1937 · 1938 · 1939 · 1940 · 1941 · 1942 · 1943 · 1944 · 1945 · 1946 · 1947 · 1948 · 1949 · 1950 · 1951 · 1952 · 1953 · 1954 · 1955 · 1956 · 1957 · 1958 · 1959 · 1960 · 1961 · 1962 · 1963 · 1964 · 1965 · 1966 · 1967 · 1968 · 1969 · 1970 · 1971 · 1972 · 1973 · 1974 · 1975 · 1976 · 1977 · 1978 · 1979 · 1980 · 1981 · 1982 · 1983 · 1984 · 1985 · 1986 · 1987 · 1988 · 1989 · 1990 · 1991 · 1992 · 1993 · 1994 · 1995 · 1996 · 1997 · 1998 · 1999 · 2000 · 2001 · 2002 · 2003 · 2004 · 2005 · 2006 · 2007 · 2008 · 2009 · 2010 · 2011 · 2012 · 2013 · 2014 · 2015 · 2016 · 2017 · 2018 · 2019 · 2020 · 2021 · 2022 · 2023 · 2024